# Литвинова, Лидия Михайловна
Лидия Михайловна Литвинова (род. 17 мая 1950) — волочильщица Белорецкого металлургического комбината. Депутат Верховного Совета СССР X и XI созывов.

## Биография
Лидия Литвинова родилась 17 мая 1950 года в городе Белорецк Башкирской АССР в русской семье. Получила среднее-специальное образование. С 1967 года работала в десятом цехе Белорецкого металлургического комбината им. М. И. Калинина калильщицей, учеником волочильшика, а с 1970 года волочильщицей. Также работала бригадиром сортировки готовой продукции.
В 1979 и в 1984 годах избиралась депутатом Совета Союза от Белорецкого избирательного округа № 354 Башкирской АССР. Была беспартийной. Входила в состав Комиссии по вопросам труда и была женщин, охраны материнства и детства Совета Союза.
В 1987 году удостоена звания почётного гражданина Белорецкого района и города Белорецк. Награждена орденом Трудовой Славы III степени.